# Doron Wisotzky
Doron Wisotzky (* 19. März  1980 in Frankfurt am Main) ist ein deutscher Drehbuchautor, Regisseur und Hochschullehrer.

## Leben
Doron Wisotzky wurde 1980 in Frankfurt am Main geboren. Sein Vater war gynäkologischer Chirurg, seine Mutter Krankenschwester. Nach dem Abitur in seiner Heimatstadt Bad Nauheim und einer Ausbildung zum Medienkaufmann begann Wisotzky 2004 ein Studium an der Hochschule für Fernsehen und Film München. Er belegte die Fachrichtungen Regie und Drehbuch und drehte in der Zeit bis zu seinem Abschluss 2012 die preisgekrönten Kurzfilme Kopfsache und Kosher. Während des Studiums arbeitete er als Regieassistent an der Tatort-Episode Der oide Depp sowie an dem WDR-Fernsehfilm Die letzten dreißig Jahre.
2009 lernte er Matthias Schweighöfer kennen, der nach der Gründung seiner Produktionsfirma Pantaleon Films auf der Suche nach einem Autor war. Ihr erstes gemeinsames Projekt, Matthias Schweighöfers Regiedebüt What a Man, wurde 2011 zu einem Publikumserfolg. Schlussmacher, der 2013 in die Kinos kam, konnte den Erfolg von What a Man noch übertreffen und gewann den Deutschen Filmpreis in der Publikumskategorie. Im Jahr 2015 kam Halbe Brüder unter der Regie von Christian Alvart in die Kinos, zu dem Wisotzky das Drehbuch geschrieben hatte. Zahlreiche weitere Arbeiten folgten, darunter das Drehbuch zu Sönke Wortmanns Film Contra, der 2022 für den Deutschen Filmpreis nominiert war, sowie die Headautorenschaft für die Netflix-Serie Achtsam Morden.
Seit 2013 unterrichtet Wisotzky an der Hochschule für Fernsehen und Film München und ist dort seit 2014 Leiter der Abt. VI Drehbuch.

## Filmografie (Auswahl)
Drehbuch
- 2006: Kopfsache (Kurzfilm)
- 2006: Kosher (Kurzfilm)
- 2007: Wie es bleibt
- 2009: Soft Skills (Kurzfilm)
- 2011: What a Man
- 2013: Schlussmacher
- 2013: Antilopen (Kurzfilm)
- 2015: Halbe Brüder
- 2017: Für Emma und ewig (Fernsehfilm)
- 2020: Contra
- 2021: One Night Off
- 2024: Hagen – Im Tal der Nibelungen
- 2024: Achtsam Morden (Fernsehserie, Chefautor)

Regie
- 2006: Kopfsache (Kurzfilm)
- 2006: Kosher (Kurzfilm)
- 2007: Wie es bleibt
- 2017: Für Emma und ewig (Fernsehfilm)